# Ophionereis annulata
Ophionereis annulata is een slangster uit de familie Ophionereididae.
De wetenschappelijke naam van de soort werd in 1851 gepubliceerd door John Lawrence LeConte.

## Synoniemen
- Ophiolepis triloba Lütken, 1856[1]